# Store Kufjorden
Store Kufjorden (nordsamisk: Stuora Vuođđovuotna) er en fjord på sydsiden af øen Seiland i Alta kommune i Troms og Finnmark fylke i Norge. Fjorden har indløb mellem Store Kufjordnes i vest og Altnes i øst og går 9,5 kilometer mod nord  fra Rognsundet til Kufjordbotn inderst i fjorden.
På østsiden yderst i fjorden ligger bygden Altnesdalen og lidt længere inde gårdene Dagsvoll og Olanes. Herfra og videre ind er der ingen bosætning. Fylkesvej 31 (Finnmark) går langs den ydre del af fjorden. 
Fjorden er omgivet af høje og bratte fjelde som går 600-700 meter brat opp på begge sider. Fjorden er 158 meter på det dybeste, lige sydøst for Store Kufjordneset. Den inderst del af fjorden ligger i Seiland nationalpark.